# Rondo Honorowych Krwiodawców w Lublinie
Rondo im. Honorowych Krwiodawców w Lublinie – rondo w Lublinie, na granicy dzielnic Wieniawa i Sławinek. Jeden z najważniejszych węzłów komunikacyjnych w Lublinie. Do ronda od północy wpada al. Władysława Sikorskiego, od wschodu Al. Racławickie, od południa al. Kraśnicka, a od zachodu al. Warszawska. Na rondzie zamontowana jest sygnalizacja świetlna. Dawniej znajdowała się tu rogatka warszawska.

## Otoczenie
Przy rondzie rośnie dąb szypułkowy, który jest pomnikiem przyrody. W okolicy ronda znajdują się stacja LRM, stacja benzynowa Circle K i bankomat banku PKO BP. Niedaleko ronda znajdują się również: sklep Stokrotka, przychodnia lekarska, urząd pocztowy nr 11, kościół pw. Wieczerzy Pańskiej a także Szkoła Podstawowa nr 21 im. Królowej Jadwigi.
W ramach przebudowy Al. Racławickich przy rondzie zbudowano zbiornik na deszczówkę o pojemności 140 tys. litrów. Woda będzie odprowadzana do Czechówki.

## Komunikacja miejska
Przez rondo kursuje wiele autobusów i trolejbusów. Nad rondem rozwieszona jest trakcja trolejbusowa. W bezpośredniej bliskości ronda znajdują się 4 przystanki autobusowe.